# HK Marathon Zagreb
HK Marathon je hokejaški klub iz Zagreba. Klupsko sjedište je na adresi Zrinjevac 15. Utemeljen je 1914. godine i jedan je od najstarijih hokejaških klubova u Hrvatskoj.  Prvu međunarodnu utakmicu u bivšoj državi je upravo odigrao ovaj klub, 1941. godine. 
HK Marathon je prvom međunarodnom dvoranskom utakmicom 1981. godine u Genovi zapravo pokrenuo dvoranski hokej u Hrvatskoj. Bio je dva puta prvak i pobjednik kupa Jugoslavije. Također je bio tri puta dvoranski prvak.

## Klupski uspjesi

### Državna prvenstva
- Hrvatska prvenstva: 1992., 1993./94., 1994./95., 1996./97., 1997./98., 1998./99., 2001./02., 2003./04.
- Jugoslavenska prvenstva: 1966., 1975.

### Kupovi
- osvajači hrvatskog kupa: 3 puta

### Dvoranski hokej
- Hrvatska prvenstva: 12 puta (10 puta izareda):

1992., 1993., 1995., 1996., 1997., 1998., 1999., 2000., 2000/01., 2002., 2003., 2003/04.
- Osvajač hrvatskog kupa: 2

### Inozemni nastupi
- Kup prvaka - 7 puta
- Kup pobjednika kupova - 3 puta

## Zaslužne osobe
- Branko Besednik, doživotni počasni predsjednik
- Dragutin Schwartz, dugogodišnji tajnik
- Ivan Sandi, bivši predsjednik

### Zaslužni treneri
- Zlatko Franjo Karlović
- Marko Gulija
- Mladen Radić